# 구무학
9무학(九無學, 산스크리트어: navâśaikṣāḥ, 영어: nine post-learners, nine grades of arhats), 9종아라한(九種阿羅漢) 또는 9종나한(九種羅漢)은 무학위 즉 아라한과를 증득한 성자인 아라한을 우열에 따라 9가지로 나눈 것이다. 아라한과를 증득했다는 것은 모든 번뇌[漏]를 단멸했다는 것, 즉, 번뇌장 · 해탈장의 2장 중 번뇌장을 단멸했다는 것으로, 번뇌장의 멸진과 더불어 함께 발생하는 것으로 진지(盡智)가 생겨났다는 것을 뜻한다.
달리 말해, 9무학은 진지를 증득한 이들에서 우열의 차이가 있어 9가지로 구분한 것이다. 여기서의 우열은 일시적 퇴실(退失, 물러남) 가능성 즉 둔근 · 이근의 근기의 차이, 무생지(無生智)의 증득, 해탈장의 단멸 즉 8해탈의 성취와 관련되어 있다.
9무학의 목록과 순서 그리고 개별 항목의 명칭은 경론에 따라 차이가 있다. 다음과 같은 출처에 따른 9무학은 아래의 표와 같다.
- 현대의 불교 사전[6]
- 《중아함경》제30권 제127경〈복전경〉(福田經)[7][8]
- 《아비담감로미론》상권[9][10]
- 《아비달마구사론》제25권[11][12]
- 《성실론》제1권[13][14]

| 순서 | 현대 사전 | 중아함경 복전경 | 아비담감로미론  | 아비달마구사론 | 성실론            |
| 1    | 퇴법      | 사법            | 퇴법            | 퇴법           | 퇴상 = 퇴법       |
| 2    | 사법      | 승진법 = 감달법 | 불퇴법          | 사법           | 수상 = 호법       |
| 3    | 호법      | 부동법          | 사법            | 호법           | 사상 = 사법       |
| 4    | 안주법    | 퇴법            | 수법 = 호법     | 안주법         | 가진상 = 감달법   |
| 5    | 감달법    | 불퇴법          | 주법 = 안주법   | 감달법         | 주상 = 안주법     |
| 6    | 부동법    | 호법            | 능진법 = 감달법 | 부동법         | 불괴상 = 부동법   |
| 7    | 불퇴법    | 실주법 = 안주법 | 부동법          | 불퇴법         | 혜해탈상 = 혜해탈 |
| 8    | 혜해탈    | 혜해탈          | 혜해탈          | 독각           | 구해탈상 = 구해탈 |
| 9    | 구해탈    | 구해탈          | 구해탈          | 대각 = 불      | 불퇴상 = 불퇴법   |

## 같이 보기
- 성자 (불교)
- 7성(七聖)
- 6종아라한(六種阿羅漢)
- 7종아라한(七種阿羅漢)
- 심해탈(心解脫)
- 18유학(十八有學)